# Каралык (река)
Каралы́к — река, правый приток Большого Иргиза, протекает по территории Сыртового Заволжья в Большеглушицком районе Самарской области России. Длина реки составляет 84 км, площадь водосборного бассейна — 810 км².

## Этимология
По одной из версий название реки происходит от тюркского слова каралык (чёрный, тёмный).

## Описание
Каралык начинается на высоте 175 м над уровнем моря в урочище Каменнодольск, вытекая из пруда, питаемого овражными ручьями родникового происхождения. Генеральным направлением течения реки является северо-запад. Напротив села Большая Глушица впадает в Большой Иргиз на высоте 47 над уровнем моря.

## Данные водного реестра
По данным государственного водного реестра России относится к Нижневолжскому бассейновому округу, водохозяйственный участок реки — Большой Иргиз от истока до Сулакского гидроузла. Речной бассейн реки — Волга от верхнего Куйбышевского водохранилища до впадения в Каспий.
Код объекта в государственном водном реестре — 11010001612112100009667.